# Waterstoniella elisabethae
Waterstoniella elisabethae är en stekelart som först beskrevs av Grandi 1923.  Waterstoniella elisabethae ingår i släktet Waterstoniella och familjen fikonsteklar. Inga underarter finns listade i Catalogue of Life.